# Jean Jacques Rippert
Jean-Jacques Rippert (* um 1645; † 1724 in Paris) war ein Musikinstrumentenmacher in Paris.

## Leben
Rippert, wahrscheinlich ein nach Paris zugewanderter Deutscher, war ein berühmter Zeitgenosse von Jean de Hotteterre und Pierre Naust. Seine Instrumente waren gesucht und zählten zu den Besten, ebenbürtig zu Hotteterres Flöten.
Von 1668 an lebte er mit seiner Frau Michelle Maremaire in der rue St. Honoré, bis er 1703 in die rue Colombier umzog. Seine Ausbildung soll er bei demselben Meister wie Pierre Jaillard Bressan (1663–1731) erhalten haben. 1716 beschreibt ihn der Frankfurter Rat v. Uffenbach in seinem berühmten Reisetagebuch als „einen alten, etwas mürrischen graussen Putzer“. Von Uffenbach, der auch Hotteterre besuchte, zieht schließlich bei seiner Bestellung von zwei Flöten für seinen Neffen in Frankfurt am Main die Instrumente Ripperts vor. Rippert baute gerne prächtige und wertvolle Instrumente, wie sich an den ca. 30 von ihm erhaltenen Exemplaren belegen lässt.
Seine Traversflöten haben eine sehr weiträumige konische Bohrung, weiter als diejenigen Hotteterres. Das verleiht ihnen ein kräftiges, dunkler gefärbtes Timbre (im Vergleich zu Hotteterre-Flöten).
Als Werkstattzeichen zum Signieren seiner Instrumente benutzte er einen Brandstempel mit einem stilisierten Delphin über seinem Namenszug.
Interessant ist, dass ein Flötenmodell Ripperts (zurzeit in einer Pariser Privatsammlung) anscheinend Jacob Denner in Nürnberg zum Vorbild für seine, im Zweiten Weltkrieg verschollene, Elfenbeinflöte mit C-Fuß diente (Ehemals Berlin, Musikinstrumenten-Museum). Glücklicherweise zeigt wenigstens noch ein Photo von Curt Sachs in der Sammlung alter Musikinstrumente bei der Staatlichen Hochschule für Musik zu Berlin, 1922, Tafel 25, die verblüffende Ähnlichkeit einzelner Arbeiten von Rippert und Denner.
Von den Pariser Instrumentenmachern waren etliche auch gleichzeitig Musiker und umgekehrt. Dies könnte auch bei Rippert der Fall gewesen sein. In der Pariser Nationalbibliothek ist ein Druck des Verlegers Boivin von 1722 mit dem Titel "SONATES POUR LA FLÛTE TRAVERSIERE, Avec la Basse Continüe, Composées par M. R* Œuvre Premier." erhalten, der Jean-Jacques Rippert zugeschrieben wird. Ein weiterer anonymer Druck mit dem Titel "Brunettes en duo pour les violons, flûtes, hautbois et pardessus de viole recueillies et mis en ordre par M. R. Ier [-IIe] recueil" ist wohl deutlich später erschienen und wird ebenfalls Rippert zugeschrieben.